# 342P/SOHO
342P/SOHO, komet Jupiterove obitelji po klasičnoj definiciji, objekt blizu Zemlje. Dio Krachtove skupine, za koju se kao i za Marsdenovu skupinu smatra da su izdanak kometa 96P/Machholz.